# London Bridge
London Bridge er en bro over Themsen i London, mellem City of London og Southwark.
Broen ligger mellem Cannon Street Railway Bridge og Tower Bridge, og markerer den vestre kant af Pool of London. Broen blev bygget af entreprenøren John Mowlem fra 1967 til 1972 og indviet af Elizabeth 2. i 1973. Udgifterne på fire millioner pund blev betalt af Bridge House Estates. Broen er 283 meter lang og består af tre brospænd. På sydsiden af broen ligger Southwark Cathedral og London Bridge Station. På nordsiden ligger monumentet over den store bybrand i 1666 og de forbundne undergrundsstationer Bank og Monument.

## Historie
Det vurderes at den første bro blev bygget i år 43 af romerne. I perioden 1209-1831 eksisterede Old London Bridge, der bl.a. havde beboelse langs kanten. Den var Londons eneste bro over Themsen indtil Westminster Bridge blev åbnet i 1750. Fra 1831-1967 stod New London Bridge. Den bro blev i 1968 solgt til amerikaneren Robert P. McCulloch, der fik broen revet ned og flyttet til Lake Havasu City, Arizona, USA hvor den krydser Coloradofloden. Efterfølgende byggede man den nuværende London Bridge.